# Poundbury
Poundbury – wieś w Anglii, w hrabstwie Dorset, w dystrykcie (unitary authority) Dorset. Leży 3 km na północny zachód od miasta Dorchester i 186 km na południowy zachód od Londynu. Inicjatorem powstania Poundbury był ówczesny książę Walii Karol, który przedstawił swój plan w książce A Vision of Britain: A Personal View of Architecture wydanej w 1989 roku. 

Plac Elżbiety, królowej matki

Poundbury zostało wybudowane w charakterze eksperymentu urbanistycznego na podstawie planów Léona Kriera. Budowa ruszyła w 1993 roku i trwa do tej pory. Miasteczko zostało zaplanowane zgodnie z założeniami nowej urbanistyki – nie ma w nim strefy podmiejskiej, aglomeracja stanowi spójną całość bez wyszczególnionych stref. Celem takiego zabiegu było zmniejszenie potrzeby jazdy samochodem oraz problemu parkowania, gdyż zaproponowany przez Kriera układ zwiększał możliwość transportu rowerowego i pieszego. Ponadto cechą charakterystyczną Poundbury jest dość ścisłe trzymanie się tradycyjnych wzorców architektonicznych - większość domów wyraźnie nawiązuje do tradycji angielskiego i europejskiego budownictwa.